# Argyrodes pluto
Argyrodes pluto là một loài nhện trong họ Theridiidae. Chúng được Richard C. Banks miêu tả năm 1906.